# Hüttikon
Hüttikon är en ort och kommun i distriktet Dielsdorf i kantonen Zürich, Schweiz. Kommunen har 974 invånare (2023).